# Форж (Приморская Шаранта)
Форж (фр. Forges) — коммуна во Франции, находится в регионе Пуату — Шаранта. Департамент коммуны — Приморская Шаранта. Входит в состав кантона Эгрефёй-д’Они. Округ коммуны — Рошфор.
Код INSEE коммуны — 17166.

## Население
Население коммуны на 2010 год составляло 1197 человек.
| 1962 | 1968 | 1975 | 1982 | 1990 | 1999 | 2010 |
| ---- | ---- | ---- | ---- | ---- | ---- | ---- |
| 759  | 718  | 714  | 805  | 786  | 903  | 1197 |